# Acanthopagrus schlegelii czerskii
 Acanthopagrus schlegelii czerskii és un peix teleosti de la família dels espàrids i de l'ordre dels perciformes present a les costes del nord-oest del Pacífic.
Pot arribar als 12,3 cm de llargària total.